# Haydn-Haus (Wenen)
Het Haydn-Haus is een museum in de Oostenrijkse hoofdstad Wenen. Het is hoofdzakelijk gewijd aan Joseph Haydn (1732-1809), en daarnaast nog met een kamer aan Johannes Brahms (1833-1897).

## Collectie
De samenstelling van de collectie is gericht op de tijd dat Haydn in deze woning leefde en is met zijn sociale en politieke omgeving verweven. Terwijl hij hier woonde, trok Napoleon in 1805 de stad binnen. Hieraan herinnert een vitrine met kanonskogels. Er wordt ook ingegaan op zijn levenswijze en toenemende ouderdom. In deze tijd bevond hij zich op de top van zijn populariteit, zowel in binnen- als buitenland. Er zijn allerlei oorkondes, medailles en geschenken te zien die daaraan herinneren.
In het museum staan zijn fortepiano en klavechord. De laatste werd door Johannes Brahms verworven. Aan hem is sinds 1980 een kamer gewijd vanwege zijn bewondering voor Haydn en zijn bekommering om het huis. Het toont enkele van Brahms gebruiksvoorwerpen en Haydns klavechord. Aan de muren hangen onder meer muzieknotities die Haydn zelf al bij leven had ingelijst en in zijn slaapkamer had gehangen. Daarnaast toont het tal van andere memorabilia, zoals schilderijen, bustes, documenten, partituren en liedteksten.
Sinds 2009 is de tuin naar voorbeelden uit circa 1800 heringericht en ook voor bezoekers toegankelijk.

## Geschiedenis
Het huis heeft de uitstraling van de Biedermeierperiode en staat in Gumpendorf, toen een dorp en tegenwoordig deel van het stadsdeel Mariahilf. Hier bracht hij de laatste twaalf jaar van zijn leven door. Hij betrok het in 1797 op 65-jarige leeftijd, nadat hij er eerst nog een verdieping op had laten bouwen.
In deze woning schreef hij vooraanstaande stukken, zoals Die Schöpfung en Die Jahreszeiten. Zijn creativiteit in dit deel van zijn leven omschreef hij zelf als: Die Phantasie spielt mich, als wäre ich ein Klavier (De fantasie speelt met mij alsof ik een piano ben).
Al vrij snel na zijn dood, in 1809, werd een kamer in het huis gehuurd door de Orchester-Club "Haydn" voor wie het een herinneringshuis werd. Het werd uiteindelijk de eerste bouwsteen van het museum dat hier in 1899 werd geopend. Het eigendom ging in 1904 over naar de stad Wenen. In aanloop naar Haydns tweehonderdste overlijdensdag in 2009 werd het museum geheel herzien.